# Етнолингвистика
Етнолингвистика, понекад и културна лингвистика, поље је лингивстике које се бави проучавањем односа између језика и културе, и начином на који различите етничке групе доживљавају свијет. Етнолингвистика представља комбинацију етнологије и лингвистике. Прије се односила на живот цијеле заједнице, тј. на све карактеристике које издвајају једну заједницу од друге. Те карактеристике чине културне аспекте заједнице или друштва.
Етнолингвистика проучава начин на који перцепција и концептуализација утиче на језик, показује како су повезане различите културе и друштва. Примјер за то је начин на који је просторна оријентације изражена у различитим културама. У многим друштвима, ријечи које означавају главне стране свијета, исток и запад, настале су од термина за излазак и залазак Сунца.